# Заграфов, Владимир Гаврилович
Владимир Гаврилович Заграфов (18.03.1929-19.04.2005) — российский учёный в области обеспечения ядерной безопасности при изготовлении специзделий, профессор, лауреат Ленинской премии и Государственной премии СССР, заслуженный деятель науки РФ.
Родился в 18 марта 1929 г. Саратове. В 1946 году поступил на физический факультет Саратовского государственного университета имени Н. Г. Чернышевского, после четвёртого курса перевёлся на отделение ядерной физики физического факультета Харьковского государственного университета им. Горького. В 1951 году после его окончания был направлен в теоретическое отделение КБ-11 Первого главного управления (будущий ВНИИЭФ). Там работал всю оставшуюся жизнь, последняя должность — главный научный сотрудник отделения 02 ИТМФ.
Основоположник основных принципов обеспечения ядерной безопасности при изготовлении специзделий. Выполнил ряд фундаментальных исследований по нейтронной кинетике.
В 1970-80-х годах под его руководством и при непосредственном участии  были разработаны и испытаны изделия нового типа.
Начиная с 1968 года был научным руководителем физических опытов, результаты которых имели большое значение для повышения стойкости военной техники к воздействию поражающих факторов ядерных взрывов.
С 1954 по 1964 год преподавал курс теоретической физики в  саровском отделении МИФИ (будущий СарФТИ), в 1960 году выпустил специальный курс лекций по оружейной тематике.
Доктор физико-математических наук (1973), профессор (1993).
Государственная премия СССР (1971), Ленинская премия (1980) - за фундаментальные исследования в области прикладной
физики. Заслуженный деятель науки РФ (30.06.1997). Награждён двумя орденами Трудового Красного Знамени (1956, 1962), медалью «За трудовую доблесть» (1954),  знаком «Изобретатель СССР».
Похоронен в Сарове на Городском кладбище.